# 생각의 여름
《생각의 여름》은 2021년에 개봉한 대한민국의 영화이다.

## 캐스팅
- 김예은 : 현실 역
- 곽민규 : 민구 역
- 한해인 : 주영 역
- 오규철 : 남희 역
- 신기환 : 유정 역
- 강숙 : 지은 역

## 수상
- 2020년 제21회 전주국제영화제 후보 한국경쟁